# مارییا لافینا
مارییا لافینا (انگلیسی: Mariia Lafina; ۷ may ۱۹۹۳ (۳۱ سال) – ) ورزشکار  اهل اوکراین بود.
وی در مسابقات کشوری و بین‌المللی در مجموع برندهٔ ۲ مدال نقره شده‌است.